# کاویتزانا
کاویتزانا (به ایتالیایی: Cavizzana) یک کومونه در ایتالیا است که در ترنتینو واقع شده‌است.

## خصوصیات
کاویتزانا ۳٫۳ کیلومترمربع مساحت و ۲۳۹ نفر جمعیت دارد.